# João de Ceita Nazaré
João de Ceita Nazaré (Trindade, 22 de agosto de 1973) é um prelado são-tomense da Igreja Católica, atual bispo de São Tomé e Príncipe. É o primeiro nativo a assumir a diocese.

## Biografia
Frequentou o Seminário Maior de Lisboa e recebeu a ordenação presbiteral em 4 de agosto de 2006. Obteve a licenciatura em teologia pela Universidade Católica Portuguesa e a licenciatura em ensino e literatura portuguesa pelo Instituto Politécnico de Bragança.
Em sua atuação pastoral, foi pároco em Angolares e Ribeira Afonso (2007-2016), responsável pela Caritas Diocesana e pela Rádio Jubilar, docente na Universidade de São Tomé e Príncipe, vigário-geral da Diocese de São Tomé e Príncipe entre 2010 e 2022, quando foi nomeado delegado do administrador apostólico e, de 2016 a 2024, foi pároco da Sé Catedral de Nossa Senhora da Graça de São Tomé.
Em 9 de janeiro de 2024, o Papa Francisco o nomeou como bispo de São Tomé e Príncipe. Recebeu a ordenação episcopal em 17 de março do mesmo ano, na Sé Catedral, por Giovanni Gaspari, antigo núncio apostólico no país, coadjuvado por Dom José Manuel Imbamba, arcebispo de Arquidiocese de Saurimo e presidente da Conferência Episcopal de Angola e São Tomé e por Dom Manuel António Mendes dos Santos, C.M.F., seu antecessor.